# Centro Panamericano
El Centro Panamericano (en inglés: Pan American Center) es un estadio de usos múltiples en Las Cruces, en Nuevo México, en el suroeste de los Estados Unidos, específicamente ubicado en el campus de la Universidad Estatal de Nuevo México. El pabellón tiene una capacidad actual de 12 482 personas. 
La arena sirve como hogar de los equipos de baloncesto masculino y femenino de los New Mexico State Aggies y del equipo de voleibol femenino. 
El estadio fue sede de los torneos de la Western Athletic Conference de Baloncesto masculino y femenino de 2007 y 2008, así como el Torneo de la  WAC de Voleibol de 2007.